# Canton de Chalon-sur-Saône-2
Le canton de Chalon-sur-Saône-2 est une circonscription électorale française du département de Saône-et-Loire.

## Histoire
Un nouveau découpage territorial de Saône-et-Loire entre en vigueur à l'occasion des élections départementales de 2015. Il est défini par le décret du 18 février 2014, en application des lois du 17 mai 2013 (loi organique 2013-402 et loi 2013-403). Les conseillers départementaux sont, à compter de ces élections, élus au scrutin majoritaire binominal mixte. Les électeurs de chaque canton élisent au Conseil départemental, nouvelle appellation du Conseil général, deux membres de sexe différent, qui se présentent en binôme de candidats. Les conseillers départementaux sont élus pour 6 ans au scrutin binominal majoritaire à deux tours, l'accès au second tour nécessitant 12,5 % des inscrits au 1er tour. En outre la totalité des conseillers départementaux est renouvelée. Ce nouveau mode de scrutin nécessite un redécoupage des cantons dont le nombre est divisé par deux avec arrondi à l'unité impaire supérieure si ce nombre n'est pas entier impair, assorti de conditions de seuils minimaux. Dans la Saône-et-Loire, le nombre de cantons passe ainsi de 57 à 29.
Le canton de Chalon-sur-Saône-2 est formé d'une fraction de la commune de Chalon-sur-Saône. Il est entièrement inclus dans l'arrondissement de Chalon-sur-Saône. Le bureau centralisateur est situé à Chalon-sur-Saône.

## Représentation
| Période élective | Période élective | Mandat | Mandat   | Identité                | Nuance | Nuance | Qualité                                                                                          |
| ---------------- | ---------------- | ------ | -------- | ----------------------- | ------ | ------ | ------------------------------------------------------------------------------------------------ |
| 2015             | 2021             | 2015   | 2021     | Amelle Chouit Deschamps |        | LR     | Assistante sociale Adjointe au maire de Chalon-sur-Saône Présidente de la commission solidarités |
| 2015             | 2021             | 2015   | 2021     | Jean-Vianney Guigue     |        | LR     | Chef d'entreprise Conseiller municipal de Chalon-sur-Saône jusqu'en 2020                         |
| 2021             | 2028             | 2021   | en cours | Amelle Deschamps        |        | LR     | Conseillère sortante, 8ème Vice-Présidente du conseil départemental                              |
| 2021             | 2028             | 2021   | en cours | Jean-Vianney Guigue     |        | LR     | Conseiller sortant, 13ème Vice-Président du conseil départemental                                |

### Résultats détaillés

#### Élections de mars 2015
À l'issue du 1er tour des élections départementales de 2015, deux binômes sont en ballottage : Amelle Chouit et Jean-Vianney Guigue (Union de la Droite, 42,66 %) et Ahmed Bouchair et Dominique Copreaux (PS, 22,56 %). Le taux de participation est de 47,86 % (6 552 votants sur 13 689 inscrits) contre 50,75 % au niveau départemental et 50,17 % au niveau national.
Au second tour, Amelle Chouit et Jean-Vianney Guigue (Union de la Droite) sont élus avec 61,69 % des suffrages exprimés et un taux de participation de 46,46 % (3 570 voix pour 6 360 votants et 13 689 inscrits).

#### Élections de juin 2021
Le premier tour des élections départementales de 2021 est marqué par un très faible taux de participation (33,26 % au niveau national). Dans le canton de Chalon-sur-Saône-2, ce taux de participation est de 33,68 % (4 416 votants sur 13 112 inscrits) contre 32,7 % au niveau départemental. À l'issue de ce premier tour, deux binômes sont en ballottage : Amelle Deschamps et Jean-Vianney Guigue (DVD, 52 %) et Sébastien Lagoutte et Christine Laoues (DVG, 33,73 %).
Le second tour des élections est marqué une nouvelle fois par une abstention massive équivalente au premier tour. Les taux de participation sont de 34,36 % au niveau national, 33,9 % dans le département et 37,07 % dans le canton de Chalon-sur-Saône-2. Amelle Deschamps et Jean-Vianney Guigue (DVD) sont élus avec 62,29 % des suffrages exprimés (2 864 voix pour 4 859 votants et 13 109 inscrits),,.

## Composition
| Nom                                      | Code Insee | Intercommunalité   | Superficie (km2) | Population (dernière pop. légale)                | Densité (hab./km2) | Modifier                                    |
| ---------------------------------------- | ---------- | ------------------ | ---------------- | ------------------------------------------------ | ------------------ | ------------------------------------------- |
| Chalon-sur-Saône (bureau centralisateur) | 71076      | CA Le Grand Chalon | 15,22            | Fraction : 21 280 (2022) Commune : 44 592 (2022) | 2 930              | modifier les données · modifier les données |
| Canton de Chalon-sur-Saône-2             | 7106       |                    |                  | 21 280 (2022)                                    |                    | modifier les données                        |

Le canton de Chalon-sur-Saône-2 comprend les parties de la commune de Chalon-sur-Saône situées :
1. à l'intérieur du périmètre suivant : pont Jean-Richard, avenue Nicéphore-Niépce, avenue du 8-Mai-1945, rue du 134e-Régiment-d'Infanterie, rue du Général-Duhesme, avenue de l'Aubépin, avenue de Paris, ligne de chemin de fer Chalon-sur-Saône―Dole, rue du Bois de Menuse, rue du général Giraud, rue des Martyrs-de-la-Résistance, rue Louis-Blériot, rue Salvador-Allende, avenue John-Fitzgerald-Kennedy, avenue Pierre-Nugues ;
2. au sud de la Saône.

## Démographie
En 2022, le canton comptait 21 280 habitants, en évolution de +2,1 % par rapport à 2016 (Saône-et-Loire : −1,06 %, France hors Mayotte : +2,11 %).
| 2013   | 2018   | 2022   |
| ------ | ------ | ------ |
| 21 159 | 20 872 | 21 280 |